# دژانگاماخی
دژانگاماخی (به لاتین: Dzhangamakhi) یک منطقهٔ مسکونی در روسیه است که در شهرستان لواشینسکی واقع شده‌است.